# Krista Lavíčková
Krista Lavíčková geborene Hatschek (* 15. Dezember 1917 in Mährisch Ostrau; † 11. August 1944 in der Strafanstalt Plötzensee, Berlin) war eine tschechische Sekretärin und Widerstandskämpferin gegen den Nationalsozialismus. Sie wurde als Mitglied der Widerstandsgruppe Europäische Union hingerichtet.

## Leben und Tätigkeit
Lavíčková wurde als Tochter des Juristen Paul Hatschek geboren. Nach dem Besuch eines Realgymnasiums, das sie 1937 mit der Reifeprüfung verließ, verdiente sie ihren Lebensunterhalt als Fremdsprachensekretärin. Sie arbeitete zunächst fünf Jahre lang von 1937 bis 1942 als persönliche Sekretärin des Kreiswirtschaftsberaters Otto Essler in Prag, danach bis zu ihrer Verhaftung zwei Jahre als Sekretärin bei der Prager Textilfirma Günter Redlich. Sie war verheiratet mit Jan (Honza) Lavíčka.
Im Jahr 1943 beteiligte Lavíčková sich an der Gründung der gegen die NS-Herrschaft gerichteten Widerstandsgruppe Europäische Union, der auch ihr Vater und ihre Stiefmutter Elli Hatschek angehörten. Ihre Tätigkeit in der Gruppe bestand insbesondere darin, kriegswichtige Nachrichten und Geheimunterlagen zu sammeln und über Agenten in die Sowjetunion weiterzuleiten.
Im Zuge der Zerschlagung der „Europäischen Union“ wurde Lavíčková am 3. September 1943 (nach anderen Angaben im November 1943) verhaftet. Zusammen mit ihrem Vater wurde sie vor dem 1. Senat des Volksgerichtshofes in Berlin unter dem Vorsitz von Roland Freisler wegen Vorbereitung zum Hochverrat angeklagt. Beide wurden in einer Sitzung am 27. März 1944 für schuldig befunden und als „bolschewistische Kriegsspione“ zum Tode verurteilt. Ihre Stiefmutter wurde in einem späteren Prozess zum Tode verurteilt. Lavíčková wurde, nach vorübergehender Haft im Frauengefängnis Barnimstraße in Berlin, im Strafgefängnis Berlin-Plötzensee mit dem Fallbeil hingerichtet.